# 424 Gratia
424 Gratia eller 1896 DF är en stor asteroid i huvudbältet, som upptäcktes 31 december 1896 av den franske astronomen Auguste Charlois. Den är uppkallade efter Chariter i den grekiska mytologin.
Asteroiden har en diameter på ungefär 102 kilometer.